# Närten (Locknevi socken, Småland)
Närten är en sjö i Vimmerby kommun i Småland och ingår i Botorpsströmmens huvudavrinningsområde. Sjön har en area på 0,192 kvadratkilometer och ligger 133,9 meter över havet. Sjön avvattnas av vattendraget Gerssjöbäcken.

## Delavrinningsområde
Närten ingår i det delavrinningsområde (640497-151282) som SMHI kallar för Inloppet i Gersjön. Medelhöjden är 138 meter över havet och ytan är 20,79 kvadratkilometer. Det finns inga avrinningsområden uppströms utan avrinningsområdet är högsta punkten. Gerssjöbäcken som avvattnar avrinningsområdet har biflödesordning 3, vilket innebär att vattnet flödar genom totalt 3 vattendrag innan det når havet efter 55 kilometer. Avrinningsområdet består mestadels av skog (65 procent). Avrinningsområdet har 3,26 kvadratkilometer vattenytor vilket ger det en sjöprocent på 15,7 procent.